# Socialistes indépendants
L'étiquette socialiste indépendant est spécifique à un courant réformiste du socialisme français, en particulier sous la Troisième République, dans les années 1880-1940.

## Histoire des socialistes indépendants

### Origine

Alexandre Millerand, principale figure des socialistes indépendants.

Les socialistes indépendants sont, au départ, des socialistes qui ne souhaitent pas adhérer à l'un des partis politiques socialistes alors existants. 
Concrètement, il s'agit de certaines fédérations locales ou départementales ainsi que d'élus, notamment des députés.
Les positions tenues par les socialistes indépendants pouvaient être à l'origine très diverses :
- on trouve ainsi des partisans de l'unité des socialistes qui refusent de choisir entre tel ou tel parti ;
- on trouve ainsi des personnalités historiques tels les anciens communards Prosper-Olivier Lissagaray, Zéphyrin Camelinat, Jules Vallès, Benoît Malon.

### Évolution
Cependant, la position des socialistes indépendants s'est progressivement caractérisée par deux principaux éléments :
- un attachement farouche à l'indépendance des élus et en particulier des parlementaires ; tirant leur légitimité de leurs électeurs, ils refusent de rendre des comptes à des dirigeants de parti ;
- une confiance dans l'action parlementaire, et donc de facto une position réformiste et une possible convergence avec les radicaux-socialistes.

Par conséquent, les socialistes indépendants se situent dans la ligne de l'éphémère Alliance socialiste républicaine du début des années 1880.
Les socialistes indépendants les plus connus au tournant du siècle sont Alexandre Millerand, Jean Jaurès, René Viviani, Aristide Briand. La mouvance du socialisme indépendant sert de pont entre le socialisme et le radical-socialisme. Le courant va majoritairement de positions socialistes à des positions plus jacobines (Millerand), mais fonctionne aussi du radicalisme vers le socialisme (Jean Jaurès).
Aux élections législatives de 1893, on estime que sur 37 députés socialistes, 21 sont des « socialistes indépendants ».

## Groupements ou partis
En septembre 1889, se crée la Fédération des groupes socialistes révolutionnaires indépendants qui devient en 1899 la Confédération des socialistes indépendants.
En mars 1902, le Parti socialiste français est formé par regroupement de la FTSF et des indépendants (la Confédération des socialistes indépendants et des Fédérations socialistes autonomes).

### Opposition à l'unification socialiste
En avril 1905, le Parti socialiste unifié-SFIO est créé par union de l'ensemble des tendances socialistes déjà partiellement regroupées au sein du Parti socialiste français et du Parti socialiste de France. 
Cependant quelques socialistes indépendants qui ne veulent pas adhérer à la SFIO se regroupent et reconstituent le Parti socialiste, qui organise un congrès à Lyon en avril 1907, autour d'un groupe parlementaire de 26 députés. 
Ce parti socialiste autonome, attaché à la République et hostile à l'« action directe » des travailleurs (grève générale et révolution), devient ensuite le Parti républicain-socialiste (1911-1934).
Mais ce parti d'élus, à la ligne politique floue, qui se divise régulièrement sur la participation gouvernementale, ne regroupe jamais l'ensemble des socialistes indépendants. 